# Retinal

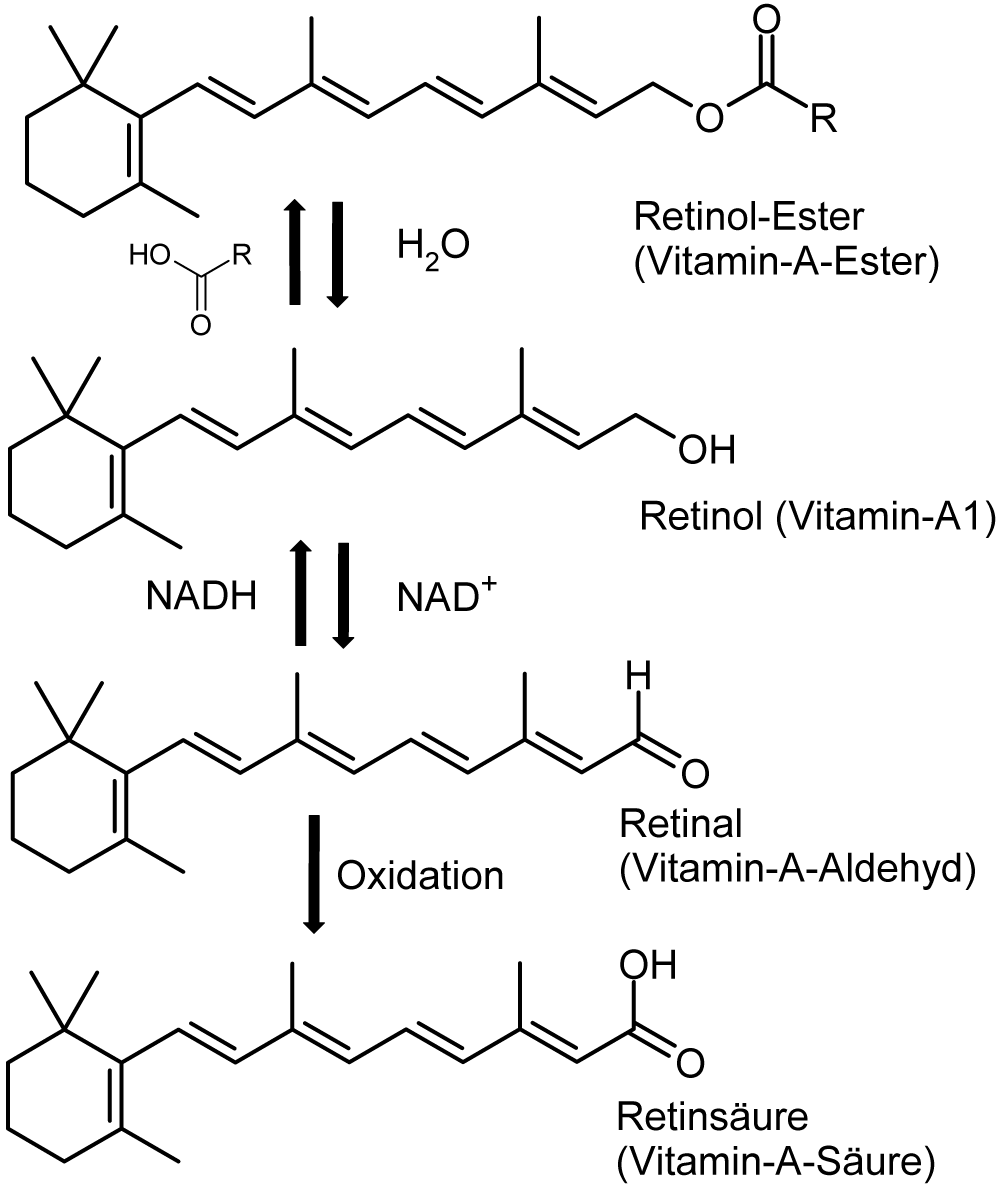
Retinal als Teil der Vitamin-A-Synthese

Retinal gehört zu den Apocarotinoiden und wird aus Vitamin A gebildet. Es ist der Aldehyd des Retinols, wird daher auch Vitamin-A-Aldehyd genannt.

## Biologische Funktion

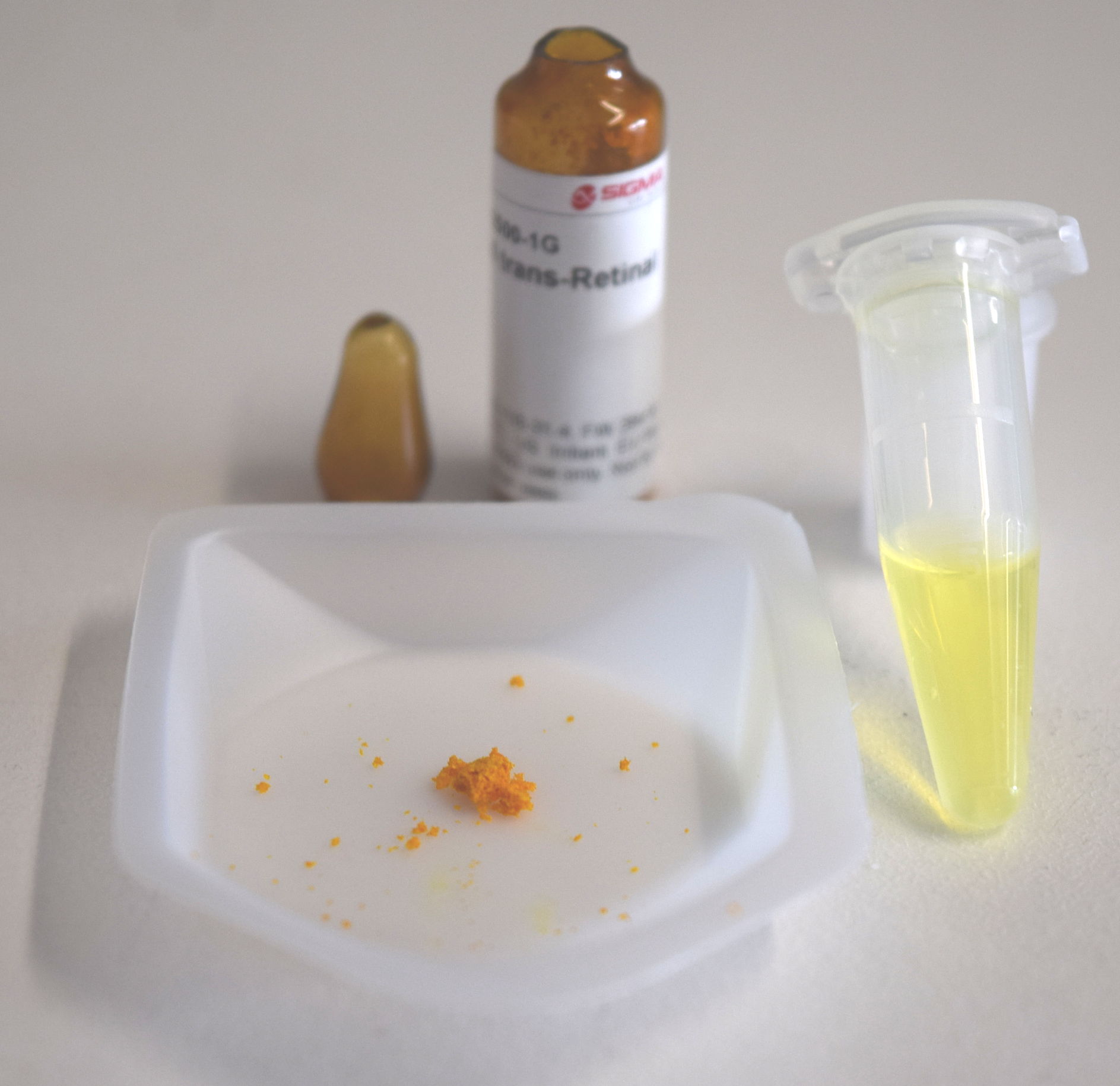
Probe von all-trans-Retinal

Retinal ist das Chromophor zahlreicher lichtempfindlicher Proteine, der Opsine. Es ist kovalent als Imin an einen Lysinrest gebunden und bildet dann Rhodopsin. In bakteriellen und tierischen Rhodopsinen liegt diese Bindestelle an der siebten Transmembranhelix.
In den Stäbchen der Netzhaut ist Retinal im Rhodopsin oder Sehpurpur gebunden und liegt in der Konfiguration als 11-cis-Retinal vor. Von den Stäbchen absorbiertes Licht führt zu einer Streckung des Retinalmoleküls (11-cis-Retinal wird zu all-trans-Retinal), wodurch eine signalverstärkende Signalkaskade ausgelöst wird, die über eine Hyperpolarisation der Rezeptorzelle, bei ausreichendem Lichteinfall, zur Anregung des Sehnervs führt.
Eine geringfügige Hypovitaminose äußert sich in verminderter Nachtsicht. Stärkerer Mangel führt zu einem schnelleren Ermüden der Augen, Nachtblindheit sowie einer Verhornung der Sehzellen des Auges.

## Sehvorgang
Zwei isomere Formen des Retinals sind beim Sehvorgang wichtig: das 11-cis-Retinal (Retinal 1, Vitamin A1-Aldehyd) sowie das all-trans-Retinal. 11-cis-Retinal ist der lichtempfindliche Bestandteil des Rhodopsin-Moleküls, das in den Stäbchen des Auges (siehe Retina) der für das farbneutrale Sehen entscheidende lichtempfindliche Chromophor ist. Durch Absorption von Licht wird das 11-cis-Retinal in die all-trans-Konfiguration überführt, in der es sich von der Proteinkomponente des Rhodopsins, dem Skotopsin, trennt.

11-cis-Retinal (Retinal 1) nimmt ein Lichtquant auf und lagert sich zum all-trans-Isomer um

Dies löst eine Signaltransduktionskaskade aus, durch die das Lichtsignal auf dem Umweg über die Aufnahme durch das Retinal und den Zerfall des Rhodopsins in ein elektrochemisches Signal umgewandelt wird, das Rezeptorpotential der Stäbchenzelle. Das entstandene all-trans-Retinal dagegen wird anschließend, sofern kein weiteres Licht einfällt, durch ein Enzym, die sogen. Retinal-Isomerase, wieder in die cis-Form überführt, in der es sich mit der verbliebenen Proteinkomponente zu einem neuen, „empfangsbereiten“ Rhodopsin-Molekül vereinigen kann.
Die Bedeutung des Retinals für das Sehvermögen ist auch der Grund, warum im Volksmund die Aussage verbreitet ist, Karotten seien gut für die Augen. Das β-Carotin in vielen gelb und rötlich gefärbten Gemüsearten wird für die Bildung von Retinal benötigt. all-trans-Retinal ist der Aldehyd des Vitamin A1 (Retinol) und steht somit mit ihm in enger struktureller Beziehung. Dennoch führt der Konsum von Karotten ohne Vitamin A-Mangel nicht zu einer Verbesserung der Sehleistung.

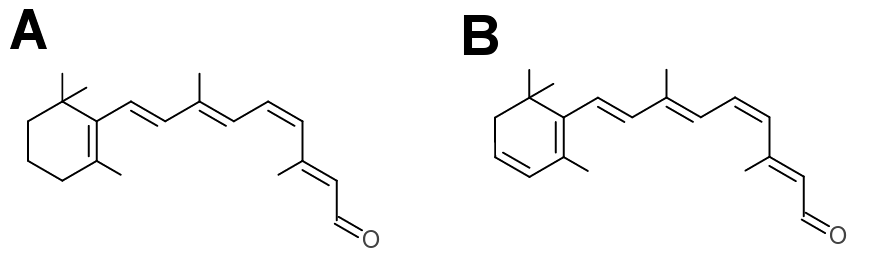
A: Retinal 1, B: Retinal 2

Bei Süßwasserfischen und Amphibien tritt das 11-cis-3,4-Dehydro-Retinal (Retinal 2, Vitamin A2-Aldehyd) an die Stelle von 11-cis-Retinal (Retinal 1, Vitamin A1-Aldehyd) der Landwirbeltiere. Eine genaue Übersicht über die tierischen Retinale ist in Opsin §Übersichtstabelle gegeben.

## Mikrobielle Retinale und Opsine

13-cis-Retinal

Das Isomer all-trans-Retinal ist ein wesentlicher Bestandteil mikrobieller Opsine wie Channelrhodopsin (bei einzelligen Algen), sowie Bacteriorhodopsin und Halorhodopsin (beide bei Archaeen). Sie sind wichtig für die anoxygene Photosynthese von Bakterien und Archaeen. Bei diesen Molekülen verwandelt sich das all-trans-Retinal durch Licht in 13-cis-Retinal, das sich im Dunkeln wieder in all-trans-Retinal umwandelt. Solche Opsine nennt man Typ-1-Opsine. Diese Proteine sind evolutionär nicht verwandt mit den tierischen Opsinen (Typ-2-Opsine), die im Gegensatz zu den Typ1-Opsinen  G-Protein-gekoppelte Rezeptoren (GPCRs) sind. Die Tatsache, dass sie beide Opsin-Typen ein Retinal verwenden ist das Ergebnis einer konvergenten Evolution.
Bei Pilzen wie Blastocladiella emersonii (Blastocladiales), einem begeißelten, früh (im Stammbaum) divergierenden Pilz, werden Opsine vom Typ 1 für die Phototaxis verwendet.

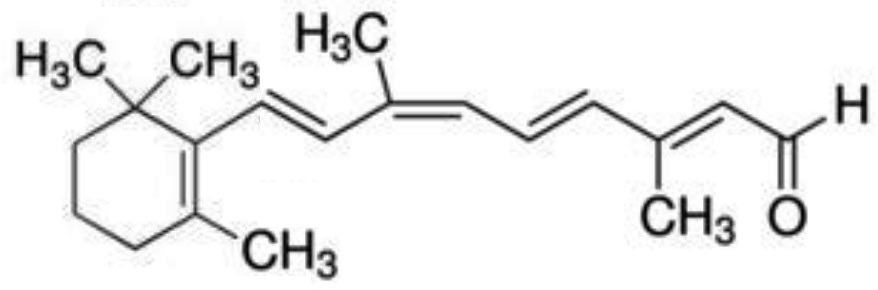
9-cis-Retinal

Das Opsin des Chytridpilzes Spizellomyces punctatus bindet bevorzugt an 9-cis-Retinal.bei diesem Opsin handelt es sich möglicherweise um ein Typ-2-Opsin. Die biologische Funktion des Opsins von S. punctatus ist noch unbekannt (Stand 2017).
Es ist auch noch nicht klar, ob es sich tatsächlich um ein Opsin vom Typ 2 handelt, da es in der umfassenden Opsin-Phylogenie von Gühmann et al. (2022) fehlt.
Wenn es sich tatsächlich um einen Photorezeptor handeln sollte, dann könnte sich die Lichtempfindlichkeit bei diesem Pilz im Prinzip unabhängig von der anderer Pilze entwickelt haben.